# Жовта кульбаба
«Жовта кульбаба» — п'ятий студійний альбом українського вокального дуету «ТЕЛЬНЮК: Сестри», який було презентовано 12 липня 2007 року в Дніпропетровську.

## Композиції
1. Вечірник
2. Ластівка
3. Шум
4. Кольоровий літак
5. Я знаю...
6. Твої дороги...
7. Дівчатко-кленчатко
8. Голос Твій...
9. Жовта кульбаба. Harlem
10. Татку, мій рідний!

## Музиканти

### ТЕЛЬНЮК: Сестри
- Галина Тельнюк - спів
- Леся Тельнюк - спів, бандура, клавішні

### Запрошені музиканти
- Олег Путятін - бас-гітара
- Роман Суржа - гітара
- Іван Небесний - клавішні, програмування
- Микола Томасишин - барабани

## Автори композицій
Музика - Леся Тельнюк,
Тексти - Галина Тельнюк (1-4, 8-10), Леся Тельнюк (5,6), Станіслав Тельнюк (7)